# 长征十号甲运载火箭
长征十号甲运载火箭是由中国运载火箭技术研究院研究开发的一型煤油液氧動力部分可重复使用运载火箭，属于長征十號系列运载火箭。该火箭将主要用于未来近地版梦舟载人飞船的发射任务，执行天宫空间站航天员与货物的天地往返运输任务，计划于2026年实施首飞，2026年底进行火箭回收验证试验。

## 研制进展
- 2023年
  - 7月，一系列关键技术原理的试验任务于火箭院北京强度环境研究所中成功完成[7]。